# Crotalaria yaihsienensis
Crotalaria yaihsienensis är en ärtväxtart som beskrevs av T.C.Chen. Crotalaria yaihsienensis ingår i släktet sunnhampor, och familjen ärtväxter. IUCN kategoriserar arten globalt som starkt hotad. Inga underarter finns listade i Catalogue of Life.